# NGC 88

NGC 88

في الفهرس العام الجديد NGC 88 (المعروفة أيضا باسم PGC 1370) هي مجرة حلزونية ضلعية (قضيبية) صغيرة وخافتة من القدر ( 14.4) في كوكبة العنقاء. اكتشفت في (30 سبتمبر 1834) من قبل جون هيرشل  تقع هذه المجرة على بعد يقدر بحوالي حوالي 155 إلى 160 مليون سنة ضوئية من الأرض وتتطابق هذه المسافة مع مسافة هابل أسنادا إلى متوسط سرعتها الانسحارية البالغة 3365 كم / ثانية. وقطرها حوالي 30 إلى 35 ألف سنة ضوئية.
NGC 88 جزء من مجموعة مجرات متفاعلة تسمى رباعية روبرت والتي تضم أيضا NGC 87، NGC 89 وNGC 92 اكتشفها جون هيرشل في 30 سبتمبر 1834.

## وصلات خارجية
- NGC 88 على موقع ويكي سكاي: DSS2, SDSS, GALEX, IRAS, Hydrogen α, X-Ray, Astrophoto, Sky Map, Articles and images